# 20284 Andreilevin
20284 Andreilevin este un asteroid din centura principală de asteroizi.

## Descriere
20284 Andreilevin este un asteroid din centura principală de asteroizi. A fost descoperit pe 20 martie 1998 la Socorro, New Mexico, în cadrul proiectului LINEAR. Asteroidul prezintă o orbită caracterizată de o semiaxă mare de 2,23 ua, o excentricitate de 0,16 și o înclinație de 0,2° în raport cu ecliptica.